# Bent Familia
Bent Familia (àrab: بنت فاميليا, Bint Fāmīliyā), estrenada a França com a Tunisiennes, és una pel·lícula tunisiana dirigida el 1997 per Nouri Bouzid.

## Argument
Com ser una dona moderna en un món que vol ser-ho però encara no ho és? Com ser una dona àrab lliure en un món on l'únic projecte que importa per a una dona és el matrimoni, aquest contracte social que deixa poc espai a l'individu, a les seves eleccions i al seu desenvolupament? Com ser una dona àrab amb un projecte de vida i persistir en portar-lo a terme en un món on l'ordre de la família és ineludible? L'Amina, l'Aïda i la Fatiha són tres dones d'uns 35 anys que van estudiar i van descobrir la llibertat. Els seus tres projectes de vida naufragaran a l'oceà dels homes.
Amina, la burgesa, casada segons la tradició, descobreix després de quinze anys de matrimoni que ha perdut els seus somnis de joventut. Reduïda a la condició de mestressa de casa, té dificultats per fer front als afers extramatrimonials del seu marit... Aïda, l'apassionada ve d'un entorn més modest. És més lliure però la seva llibertat, tanmateix, l'obliga a enfrontar-se a la societat. La seva condició de dona divorciada es converteix en un defecte: constantment vigilada, en sospita pels seus veïns, assetjada pels homes, busca l'equilibri amb els seus amics... Fatiha, la noia algeriana, acollida per Aïda, és la supervivent d'un infern que la traumatitza i la persegueix. Està esperant un visat que la portarà a França.

## Repartiment
- Raouf Ben Amor: Majid
- Amel Hedhili: Aïda
- Nadia Kaci: Fetiha
- Leïla Nassim: Amina
- Kamel Touati: Slah

## Premis
- 1997: Festival de Cinema Mediterrani de Montpeller: Premi del Públic: Antígona d'Or[3]
- 1997: Festival Internacional de Cinema Francòfon de Namur: Millor actriu
- 1997: 54a Mostra Internacional de Cinema de Venècia: Menció Honorífica del Premi OCIC[4][5]
- 1997: XVIII edició de la Mostra de València: Palmera de plata a la millor pel·lícula[6]